# Lettres claudiennes

Les trois lettres claudiennes : antisigma, digamma inversum et sonus medius.

Les lettres claudiennes sont trois lettres créées par Claude, empereur romain de 41 à 54, introduites dans l’alphabet latin et brièvement utilisées durant son règne dans les inscriptions publiques avant d’être abandonnées après sa mort.

## Description

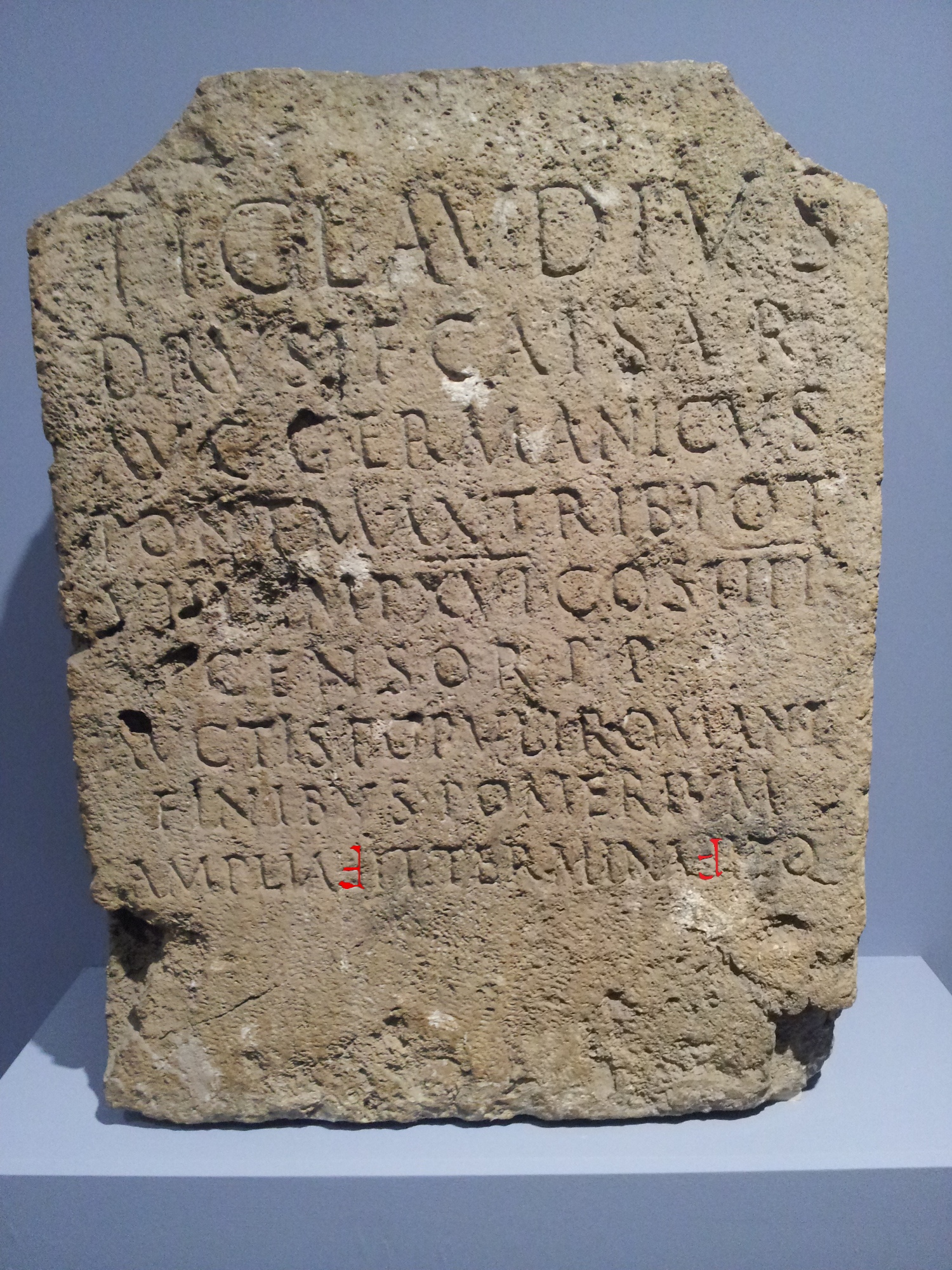
Borne marquant l'extension du pomerium sous Claude. Inscription employant le digamma inversé (surligné en rouge sur la photo

Les lettres claudiennes sont :
- Antisigma ‹ Ↄ › ou ‹ ↃC › ressemble à un C retourné ou à deux C opposés et équivaut à la lettre grecque psi, pour remplacer les groupes ps et bs. Cette lettre n'apparaît sur aucune inscription antique et est uniquement attestée par les écrits des grammairiens antiques, en particulier Priscien 1.42.
- Digamma inversum ‹ Ⅎ › ressemble à un F culbuté et était censé remplacer la lettre v (consonne), à l’époque identique au u (voyelle). Cette lettre apparaît sur de nombreuses inscriptions antiques et son utilisation est sûre. Cependant tous les u-consonnes latins ne sont pas remplacés par cette lettre, par exemple le Q est toujours suivi d'un u et jamais du digamma inversum claudien[précision nécessaire].
- La lettre ‹ Ⱶ › ressemble à la moitié gauche d’un H et est surtout utilisée dans les mots empruntés au grec, qui contiennent un upsilon, soit un i grec, qui devait représenter un son proche de /y/. Certaines autres utilisations restent cependant inexpliquées, car ne correspondant pas au remplacement d'un upsilon. Cette lettre est souvent associée aux sonus medius des grammairiens antiques, bien que cette lettre n'apparaisse jamais dans les mots latins contenant ce sonus medius tel optimus/optumus, maximus/maxumus.

## Diffusion de cette réforme
Selon Tacite, Claude imposa ces trois lettres lors de sa prise de fonction comme censeur en 47-48 après J.C..
Elles se diffusèrent d'abord par les actes de la chancellerie impériale ; l'étude des tablettes comptables des Sulpicii montrent un usage très tôt dans les écritures privées mais aussi un usage non systématique de ces lettres, qui ne se répandirent pas hors d'Italie, mais hors de Rome et en particulier le sud et la baie de Naples.

## Origines et buts
Claude n'est pas le premier à réfléchir à l'alphabet latin, mais s'inscrit dans un courant de la linguistique antique incluant César et Varron.
Il existe plusieurs hypothèses sur l'origine de ces lettres :
- hellénique, l'empereur connaissant les alphabets grecs archaïques non uniformisés[2],
- hellénistique, l'antisigma était un signe employé en particulier dans les œuvres d'Homère, pour signaler une répétition ou le déplacement d'un vers[4],
- italique, Claude connaissant les civilisations étrusque et osque[2].

L'empereur, érudit, auteur d'un traité sur l'histoire des alphabets, poursuivait sans doute un but linguistique.

## Représentations informatiques
Les lettres claudiennes peuvent être représentées à l’aide des caractères Unicode suivant :
- antisigma (même caractères que le chiffre romain cent retourné ‹ Ↄ ›, à ne pas confondre avec le o ouvert ‹ Ɔ › ressemblant à un C culbuté) :
  - capitale Ↄ : U+2183
  - minuscule  ↄ : U+2184
- digamma inversum :
  - capitale Ⅎ : U+2132
  - minuscule ⅎ : U+214E
- sonus medius :
  - capitale Ⱶ : U+2C75
  - minuscule ⱶ : U+2C76